# Animales peligrosos
Dangerous Animals es una película de terror de supervivencia de 2025 dirigida por Sean Byrne y escrita por Nick Lepard. La película está protagonizada por Hassie Harrison, Josh Heuston, Rob Carlton, Ella Newton, Liam Greinke y Jai Courtney .
Animales peligrosos es una coproducción entre Estados Unidos y Australia. Tuvo su estreno en la sección Quincena de Realizadores del Festival de Cine de Cannes el 17 de mayo de 2025, y fue estrenada en Estados Unidos el 6 de junio por Independent Film Company y Shudder, y en Australia el 12 de junio por Kismet Movies. La película recibió críticas generalmente positivas de los críticos, quienes elogiaron la actuación de Courtney.

## Trama
Los turistas Greg y Heather visitan Tucker's Experience, una atracción turística con jaulas para tiburones dirigida por el excéntrico capitán de barco Tucker. Mientras se adentra en el océano, Tucker comenta cómo sobrevivió a un ataque de tiburón cuando era niño, lo que lo marcó y cambió su visión de la especie. Después de que ambos participan en una inmersión en jaula, Tucker de repente mata a Greg y secuestra a Heather.
En Gold Coast, el vagabundo estadounidense Zephyr ayuda a regañadientes al agente inmobiliario Moses a arrancar su coche. Los dos se unen por su amor por el surf y más tarde tienen una aventura de una noche. Aunque Moisés espera que su relación se convierta en algo romántico, Zephyr se marcha más tarde esa noche sin él para ir a surfear. Allí se encuentra con Tucker, quien la secuestra. Moisés llega al lugar de surf a la mañana siguiente, pero no encuentra ninguna señal de Zephyr. Zephyr se despierta encadenada a una cama en una habitación donde Heather también está retenida. Arriba, se revela que Tucker mantiene a la pareja cautiva en su bote. Zephyr descubre que le ha hecho esto a otras mujeres y no logra forzar sus esposas.
Esa noche, Tucker droga a Zephyr y Heather. Las dos despiertan en la cubierta, Zephyr está atada a una silla y observa impotente cómo Heather es elevada en el aire por un arnés y suspendida sobre el agua, que está llena de tiburones atraídos por carnada. Tucker instala una cámara vieja para grabar cómo Heather es sumergida en el agua y devorada por tiburones. Se revela que Tucker es un asesino en serie que ha hecho esto a varios turistas. Al día siguiente, la camioneta de Zephyr es remolcada, lo que hace que Moses sospeche de su paradero y comience a buscarla. Zephyr logra escapar de la habitación y huye de Tucker. Perseguida en cubierta, arroja su cámara por la borda en la pelea antes de ser recapturada. Furioso, Tucker regresa a tierra y atraca su bote antes de salir a comprar una nueva cámara.
Al reconocer la camioneta de Tucker en una transmisión de CCTV de la playa de la que desapareció Zephyr, Moses va a visitarlo, sin saber que se ha ido. Al subir a escondidas al barco, oye los gritos de Zephyr y la descubre. Zephyr le ordena que llame a la policía. Mientras lo hace, Tucker regresa y lo ataca. Los dos pelean antes de que Moses quede inconsciente a manos del vecino de Tucker, Dave, quien ha estado enviando turistas a su experiencia en jaula, sin saber de los asesinatos. Cuando Dave escucha los gritos de Zephyr, Tucker lo mata. Tucker conduce el bote hacia el océano y le pone a Moisés el arnés. Moisés sigue el consejo de Céfiro de quedarse quieto y los tiburones no le hacen daño. Tucker apuñala a Moisés repetidamente en el estómago para atraer más tiburones, pero se ve obligado a llevar a todos nuevamente al bote cuando pasa un helicóptero salvavidas.
Mientras Tucker espera que la costa esté despejada, Zephyr hace otro intento de escape después de arrancarse el pulgar a mordiscos, pero es su plan es frustrado y es nuevamente drogada. Ella y Moisés se despiertan en cubierta, con Zephyr ahora en el arnés. Mientras la bajan al agua, llega un enorme tiburón blanco que asusta a los otros tiburones y comienza a merodear por la zona. Zephyr se libera del arnés y cae al agua. Allí se encuentra cara a cara con el gran tiburón blanco y este se aleja nadando. Luego Zephyr vuelve a subir a bordo del bote de Tucker. En el barco y con Moisés cerca de la muerte, Zephyr le dispara a Tucker con un arpón. Tucker cae al océano y es devorado por el tiburón. Céfiro hace señas a un barco que pasa pidiendo ayuda.

## Elenco
- Hassie Harrison como Zephyr
- Jai Courtney como Tucker
- Josh Heuston como Moisés
- Ella Newton como Heather
- Liam Greinke como Greg
- Rob Carlton como Dave

## Producción
En mayo de 2024, se informó que Sean Byrne dirigiría la película a partir de un guion de Nick Lepard, con Hassie Harrison, Jai Courtney y Josh Heuston como protagonistas. La empresa de financiación y ventas de películas Mister Smith Entertainment presentó el proyecto durante el Marché du Film de 2024. El 30 de mayo de 2024, se informó que había comenzado la producción en Gold Coast, Queensland, lo que contribuyó con más de $10,7 millones a la economía del estado.

## Lanzamiento
Dangerous Animals tuvo su estreno mundial el 17 de mayo de 2025 en el Festival de Cine de Cannes durante la sección Quincena de Realizadores, convirtiéndose en el primer largometraje australiano en proyectarse en el programa desde These Final Hours de Zak Hilditch en 2014.
En febrero de 2025, IFC Films y Shudder adquirieron los derechos de distribución en Estados Unidos.
Se estrenó en cines en Estados Unidos el 6 de junio de 2025, seguido por el estreno en Australia el 12 de junio, por Kismet Films.

## Recepción
En el sitio web recopilador de reseñas Rotten Tomatoes, el 85% de las 91 reseñas de los críticos son positivas. El consenso del sitio web dice: «Repleta de sustos memorables y una emocionante y desquiciada interpretación de Jai Courtney, Animales Peligrosos será una experiencia irresistible para los aficionados al terror». Metacritic, que utiliza un promedio ponderado, asignó a la película una puntuación de 65 sobre 100, basada en 24 críticos, lo que indica críticas "generalmente favorables". El público encuestado por CinemaScore le dio a la película una calificación promedio de "B" en una escala de A+ a F.
Peter Debruge de Variety escribió que la película "es sorprendentemente elegante y bastante ingeniosa en su apariencia".
Brian Tallerico, de RogerEbert.com, le dio a la película tres de cuatro estrellas y escribió: «Animales peligrosos de Sean Byrne es ingeniosa en todos los aspectos. Es una mezcla de géneros eficiente e inteligente que funciona gracias a la precisión con la que Byrne bloquea la acción, emplea una banda sonora clásica y dirige a sus actores hacia interpretaciones viscerales».